# Брда (Купрес)
Брда су је насељено мјесто у Босни и Херцеговини у општини Купрес које административно припада Федерацији Босне и Херцеговине. Према попису становништва из 1991. у насељу је живјело 143 становника.

## Становништво
Према попису 1991. укупно: 143
| Националност | 1991.       |
| Муслимани    | 84 (58,74%) |
| Хрвати       | 36 (25,17%) |
| Срби         | 23 (16,08%) |
| Укупно       |             |